# APAV40 ライフルグレネード
AP/AV 40 ("Anti-Personnel/Anti-Véhicule, 40mm") とはフランスのGIAT（現在のNexter）が開発した22mmライフルグレネード。フランス陸軍で採用されている。

## 概要
APAV 40は、弾頭直径40mmの対人・対物ライフルグレネードである。弾頭部分の外殻は鋳鉄製であり、弾頭の炸薬が爆発した時に破片となって周囲の敵兵を殺傷する。また、後端部には飛翔姿勢安定用の安定翼が設けられている。信管は着発信管が用いられており、FA-MASの銃口に装填する際には安全ピンを取り外す。
APAV 40には以下の派生型が存在する：
F1型
発射薬筒方式を採用しており、空砲で発射される。
F2型
弾丸トラップ方式を採用しており、通常の弾薬で発射される。

## 使用法

FA-MASに装着された、アリダード式照準器。直接射撃時に用いられる。

対車両・対物任務時には、APAV 40は直接照準で射撃する。FA-MASにはアリダード式の直接照準用照準器（AC 58と共用）が供給されており、75m〜100mの間で照準を合わせることが可能である。直接射撃時には、120mmの鉄板もしくは360mmのコンクリートを貫通可能である。
対人任務時には、間接照準で射撃する。FA-MASを仰角45度にして射撃した場合は、射程を170mから320mまで20m間隔で調節可能であり、仰角75度で射撃した場合は、射程を60mから120mまで10m間隔で調整可能である。
爆発時の対人致死半径は10m、破片が飛翔する危険距離は100mとされている。

## Sources and references
- TTA 150, p. 109